# Pterophorus bacteriopa
Pterophorus bacteriopa is een vlinder uit de familie vedermotten (Pterophoridae). De wetenschappelijke naam van deze soort is voor het eerst geldig gepubliceerd in 1922 door Edward Meyrick.
De soort komt voor in het Afrotropisch gebied.